# Torneo Copa Betico Croes
La Coppa di Aruba (Torneo Copa Betico Croes) è il principale torneo calcistico ad eliminazione diretta organizzato dalla Federazione calcistica di Aruba.
Dal 1947 al 1973 si sono svolti altri tornei riconducibili alla coppa nazionale.

## Albo d'oro
| Stagione | Edizione | Vincitrice      | Finalista             | Risultato        |
| -------- | -------- | --------------- | --------------------- | ---------------- |
| 2004/05  | 1        | Sportboys (1)   | SV Sporting           | 3-1              |
| 2005/06  | 2        | Estudiantes (1) | Deportivo Nacional    | 1-0              |
| 2006/07  | 3        | Dakota (1)      | Estrella              | 2-1              |
| 2007/08  | 4        | Britannia (1)   | Deportivo Nacional    | 3-2              |
| 2008/09  | 5        | Britannia (2)   | Estrella              | 1-1 (4-3 d.c.r.) |
| 2009/10  | 6        | Britannia (3)   | La Fama               | 2-0              |
| 2010/11  | 7        | Britannia (4)   | Bubali                | 4-1              |
| 2011/12  | 8        | RCA (1)         | Dakota                | 5-1              |
| 2012/13  | 9        | Britannia (5)   | RCA                   | 1-0              |
| 2013/14  | 10       | Estrella (1)    | RCA                   | 1-1 (7-6 d.c.r.) |
| 2014/15  | 11       | Britannia (6)   | Bubali                | 5-0              |
| 2015/16  | 12       | RCA (2)         | Britannia             | 3-1              |
| 2016/17  | 13       | Britannia (7)   | Dakota                | 2-1              |
| 2017/18  | 14       | Estrella (2)    | Dakota                | 1-0              |
| 2018/19  | 15       | Dakota (2)      | Independiente Caravel | 4-0              |
| 2019/20  | 16       | RCA (3)         | Dakota                | 3-1              |
| 2020/21  | 17       | RCA (4)         | La Fama               | 7-0              |
| 2021/22  | 18       | RCA (5)         | La Fama               | 1-0              |

## Titoli per Squadra
| Club                  | Campione | Secondo |
| --------------------- | -------- | ------- |
| Britannia             | 7        | 1       |
| RCA                   | 5        | 2       |
| Dakota                | 2        | 4       |
| Estrella              | 2        | 2       |
| Sportboys             | 1        | -       |
| Estudiantes           | 1        | -       |
| La Fama               | -        | 3       |
| Deportivo Nacional    | -        | 2       |
| Bubali                | -        | 2       |
| SV Sporting           | -        | 1       |
| Independiente Caravel | -        | 1       |